# Valcke (A950)
Pour les articles homonymes, voir Valcke.
Le Valcke (A950) est un remorqueur de haute mer belge d'origine néerlandaise construit en 1960 sur le chantier naval Bodewes de Millingen aan de Rijn. Sa ville marraine est Nieuwpoort.

C'est un bâtiment de la composante marine de l'armée belge de la Base navale de Zeebruges.

## Service
Ce remorqueur  a d'abord servi de remorqueur portuaire pour la firme Smit & Co dans les ports d'Amsterdam et de Rotterdam. En 1980, il est repris par la marine belge comme ready duty ship. 
Il sert essentiellement :
- pour la recherche et le secours en mer ;
- pour le contrôle et la verbalisation sur zone de pêche ;
- pour la lutte antipollution en mer ;
- pour la destruction d'explosifs en mer.

## Histoire
Il a participé au sauvetage lors du naufrage du ferry Herald of Free Enterprise  le 6 mars 1987 au large de Zeebruges.